# Nesomyrmex hirtellus
Nesomyrmex hirtellus  (лат.) — вид мелких муравьёв рода Nesomyrmex (Formicidae) из подсемейства Myrmicinae.

## Распространение
Мадагаскар.

## Описание
Видовое название происходит от слова hirtus (волосатый) из-за особенностей опушения тела. Обитают в субаридных биотопах юго-западной части острова. 
Усики 12-члениковые с булавой из 3 сегментов. Жвалы с 5 зубцами. Проподеум вооружён небольшими шипиками. Брюшко гладкое и блестящее. Стебелёк между грудкой и брюшком состоит из двух члеников: петиолюса и постпетиолюса (последний четко отделен от брюшка), жало развито. Мелкие почвенные муравьи (длина около 3 мм) желтовато-коричневого цвета, похожие на представителей рода Leptothorax.
Вид был впервые описан в 2016 году американскими энтомологами Шандором Чёзем (Sándor Csősz) и Брайеном Фишером (Brian L. Fisher; Entomology, California Academy of Sciences, Сан-Франциско, Калифорния, США) по материалам из Мадагаскара.